# L'apatista o sia L'indifferente
L'apatista o sia L'indifferente è un'opera teatrale in versi martelliani in cinque atti di Carlo Goldoni del 1758, creata per l'amico e protettore Marchese Albergati, che era solito recitare con una compagnia di comici dilettanti nella sua villa di Zola Predosa.  Per il teatro privato dell'Albergati, Goldoni aveva già ideato negli anni precedenti L'avaro, Il cavaliere di spirito, La donna bizzarra e  in seguito scriverà L'osteria della posta e La burla retrocessa nel contraccambio. In merito all'interpretazione dell'amico, scrisse Goldoni nei suoi Mémoires: Sfido qualunque comico a sostenere questo carattere con tanta intelligenza e verità, quanta n'espresse il signor marchese Albergati.

## Trama
Ansaldo (un uomo razionale, che subisce le avversità senza lamentarsi e che, offeso, si difende senza collera) corteggia la contessina Lavinia, ambìta anche dallo smargiasso Giacinto e dal passionale don Paolino. Quest'ultimo avrà la meglio e sposerà Lavinia con la benedizione di Ansaldo, che riassumerà la sua filosofia nella battuta finale: Godon talora i sposi, talor vivono in duolo: / Io son sempre lo stesso, godendo di star solo. / E parmi di godere assai perfettamente / I beni della vita, se sono indifferente. / Sia amica la fortuna, siami contraria e trista, / Nel mal, come nel bene, io sono un Apatista. / Altro ben che la pace, altro piacer non v'è; / Uditori cortesi, ditelo voi per me.

## Poetica
Scrisse l'autore nella prefazione alla commedia: L'apathia del protagonista di questa Commedia consiste in una discreta virtuosa indifferenza del bene e del male, che accade o che accader potesse nel corso di nostra vita, onde si può anche chiamare l'indifferente. Tu lo vedrai in situazioni difficili, fastidiose, moleste; non lo vedrai insensibile, ma indifferente. Non fugge gli uomini come un misantropo, non li cerca come un curioso. Non ama le donne come un damerino, non le odia come un selvatico, in somma tale qual si dipinge da se medesimo, e tale, per dire la verità, qual io vorrei essere, se non lo sono.